# Stormyrtjärnen (Haverö socken, Medelpad)
Stormyrtjärnen är en sjö i Ånge kommun i Medelpad och ingår i Ljungans huvudavrinningsområde.